# Lijst van gemeentelijke monumenten in Overvecht
De wijk Overvecht in Utrecht kent 31 gemeentelijke monumenten beschreven in 30 regels (monumentnummers), verdeeld over verschillende buurten. Zie hieronder een overzicht.

## Bedrijvengebied Overvecht
Het Bedrijvengebied Overvecht kent de volgende één gemeentelijk monument:
| Object                                                           | Bouwjaar     | Architect | Locatie        | Coördinaten                 | Nr.      | Afbeelding  |
| ---------------------------------------------------------------- | ------------ | --------- | -------------- | --------------------------- | -------- | ----------- |
| Hallenhuisboerderij; boerenerf met boerderij, hooiberg en schuur | 1700 (circa) |           | 2e Polderweg 7 | 52° 7' 32" NB, 5° 4' 45" OL | 0344/133 | Upload foto |

## Donaudreef, Wolgadreef en omgeving
De buurt Donaudreef, Wolgadreef en omgeving kent één gemeentelijk monument:
| Object                                   | Bouwjaar | Architect   | Locatie         | Coördinaten                 | Nr.       | Afbeelding  |
| ---------------------------------------- | -------- | ----------- | --------------- | --------------------------- | --------- | ----------- |
| Kerkgebouw met klokketoren; Johanneskerk | 1966     | L.J.Linssen | Moezeldreef 400 | 52° 6' 49" NB, 5° 7' 23" OL | 0344/1515 | Upload foto |

## Neckardreef en omgeving
De buurt Neckardreef en omgeving kent de volgende één gemeentelijk monument:
| Object                 | Bouwjaar | Architect     | Locatie                   | Coördinaten                | Nr.       | Afbeelding  |
| ---------------------- | -------- | ------------- | ------------------------- | -------------------------- | --------- | ----------- |
| R.K. kerk met pastorie |          | J.J.A. Dresmé | Lichtenberchdreef 2 t/m 6 | 52° 7' 4" NB, 5° 7' 10" OL | 0344/1514 | Upload foto |

## Poldergebied Overvecht
Het Poldergebied Overvecht kent de volgende 7 gemeentelijke monumenten:
| Object                                                                             | Bouwjaar                     | Architect | Locatie      | Coördinaten                 | Nr.       | Afbeelding  |
| ---------------------------------------------------------------------------------- | ---------------------------- | --------- | ------------ | --------------------------- | --------- | ----------- |
| T-huisboerderij; boerenerf met boerderij en schuur                                 | 1915 (circa)                 |           | Gageldijk 90 | 52° 7' 26" NB, 5° 6' 56" OL | 0344/0134 | Upload foto |
| Langhuisboerderij; boerenerf met boerderij en bakhuis                              | 1910 (circa)                 |           | Gageldijk 91 | 52° 7' 28" NB, 5° 6' 55" OL | 0344/0135 | Upload foto |
| Boerenerf met boerderij en (vermoedelijk) een tbc-huisje                           | Begin 19e eeuw               |           | Gageldijk 92 | 52° 7' 30" NB, 5° 6' 50" OL | 0344/0136 | Upload foto |
| Boerderij                                                                          | 1880 (circa)                 |           | Gageldijk 93 | 52° 7' 30" NB, 5° 6' 48" OL | 0344/0137 | Upload foto |
| Boerderij                                                                          | 1890 (circa)                 |           | Gageldijk 94 | 52° 7' 32" NB, 5° 6' 46" OL | 0344/0138 | Upload foto |
| Langhuisboerderij Groenewoud; boerenerf met boerderij, bakhuis, hooiberg en schuur | 1905 (circa)                 |           | Gageldijk 95 | 52° 7' 32" NB, 5° 6' 43" OL | 0344/0139 | Upload foto |
| Langhuisboerderij Zorgvliet; berenerf met boerderij, hooiberg en schuur            | Tweede helft van de 19e eeuw |           | Gageldijk 96 | 52° 7' 33" NB, 5° 6' 40" OL | 0344/0140 | Upload foto |

## Taaghof, Rubicondreef en omgeving
De buurt Taaghof, Rubicondreef en omgeving kent de volgende één gemeentelijk monument:
| Object                                                  | Bouwjaar | Architect                                   | Locatie       | Coördinaten                 | Nr.       | Afbeelding  |
| ------------------------------------------------------- | -------- | ------------------------------------------- | ------------- | --------------------------- | --------- | ----------- |
| Treinstation Overvecht (Nederlandse Spoorwegen/Prorail) | 1995     | Bureau Articon, architect Caroline Laboyrie | Tiberdreef 10 | 52° 6' 38" NB, 5° 7' 31" OL | 0344/1764 | Upload foto |

## Vechtzoom-Noord, Klopvaart
De buurt Vechtzoom-Noord, Klopvaart kent één gemeentelijk monument:
| Object                                                         | Bouwjaar | Architect | Locatie                | Coördinaten                 | Nr.       | Afbeelding  |
| -------------------------------------------------------------- | -------- | --------- | ---------------------- | --------------------------- | --------- | ----------- |
| Flatgebouw; onderdeel van tien flatgebouwen uit de wederopbouw | 1971     |           | Trinidaddreef 1 t/m 15 | 52° 7' 18" NB, 5° 5' 59" OL | 0344/1601 | Upload foto |

## Vechtzoom-Zuid
De buurt Vechtzoom-Zuid kent de volgende 14 gemeentelijke monumenten beschreven in 13 regels (monumentummers):
| Object                                                         | Bouwjaar                             | Architect | Locatie                   | Coördinaten                 | Nr.       | Afbeelding  |
| -------------------------------------------------------------- | ------------------------------------ | --------- | ------------------------- | --------------------------- | --------- | ----------- |
| Flatgebouw; onderdeel van tien flatgebouwen uit de wederopbouw | 1971                                 |           | Cayennedreef 1 t/m 26     | 52° 7' 16" NB, 5° 6' 2" OL  | 0344/1617 | Upload foto |
| Flatgebouw; onderdeel van tien flatgebouwen uit de wederopbouw | 1971                                 |           | Cayennedreef 27 t/m 52    | 52° 7' 14" NB, 5° 6' 2" OL  | 0344/1618 | Upload foto |
| Flatgebouw; onderdeel van tien flatgebouwen uit de wederopbouw | 1971                                 |           | Marowijnedreef 1 t/m 51   | 52° 7' 14" NB, 5° 5' 59" OL | 0344/1662 | Upload foto |
| Flatgebouw; onderdeel van tien flatgebouwen uit de wederopbouw | 1971                                 |           | Pernambucodreef 1 t/m 15  | 52° 7' 12" NB, 5° 6' 4" OL  | 0344/1678 | Upload foto |
| Flatgebouw; onderdeel van tien flatgebouwen uit de wederopbouw | 1971                                 |           | Pernambucodreef 16 t/m 30 | 52° 7' 12" NB, 5° 6' 6" OL  | 0344/1679 | Upload foto |
| Flatgebouw; onderdeel van tien flatgebouwen uit de wederopbouw | 1971                                 |           | Pernambucodreef 31 t/m 45 | 52° 7' 11" NB, 5° 6' 6" OL  | 0344/1680 | Upload foto |
| Flatgebouw; onderdeel van tien flatgebouwen uit de wederopbouw | 1971                                 |           | Sao Paulodreef 2 t/m 16   | 52° 7' 9" NB, 5° 6' 8" OL   | 0344/1581 | Upload foto |
| Flatgebouw; onderdeel van tien flatgebouwen uit de wederopbouw | 1971                                 |           | Sao Paulodreef 17 t/m 31  | 52° 7' 10" NB, 5° 6' 11" OL | 0344/1582 | Upload foto |
| Flatgebouw; onderdeel van tien flatgebouwen uit de wederopbouw | 1971                                 |           | Sao Paulodreef 32 t/m 46  | 52° 7' 8" NB, 5° 6' 11" OL  | 0344/1583 | Upload foto |
| Dubbelpand; oorspronkelijk vermoedelijk landarbeiderswoningen  | Midden 19e eeuw                      |           | Vechtdijk 132-133         | 52° 6' 54" NB, 5° 5' 49" OL | 0344/0128 | Upload foto |
| Kleine rechthoekige boerderij                                  | 1800 (circa)                         |           | Vechtdijk 134             | 52° 6' 55" NB, 5° 5' 47" OL | 0344/0134 | Upload foto |
| Boerderij met hooiberg                                         |                                      |           | Vechtdijk 135-135a        | 52° 6' 56" NB, 5° 5' 47" OL | 0344/0130 | Upload foto |
| T-huisboerderij                                                | Begin van de 19e eeuw (vermoedelijk) |           | Vechtdijk 140-140a        | 52° 7' 0" NB, 5° 5' 42" OL  | 0344/0131 | Upload foto |

## Zamenhofdreef en omgeving
De buurt Zamenhofdreef en omgeving kent de volgende 5 gemeentelijke monumenten:
| Object                                                                              | Bouwjaar                           | Architect          | Locatie                   | Coördinaten                 | Nr.       | Afbeelding  |
| ----------------------------------------------------------------------------------- | ---------------------------------- | ------------------ | ------------------------- | --------------------------- | --------- | ----------- |
| Warmtecentrale                                                                      | 1968                               | Ir. A.J. Mijnlieff | Esmoritodreef 2           | 52° 6' 49" NB, 5° 6' 27" OL | 0344/1539 | Upload foto |
| Boerderij                                                                           | Hersteld in 1975; oudere oorsprong |                    | Jagerskade 4-6            | 52° 6' 25" NB, 5° 6' 27" OL | 0344/0127 | Upload foto |
| Voormalige beheerderswoning met badhuis; kop van een woningcomplex (oorspronkelijk) |                                    |                    | Oude Loevenhoutsedijk 132 | 52° 6' 29" NB, 5° 6' 36" OL | 0344/1674 | Upload foto |
| Winkelpand                                                                          |                                    |                    | Roelantdreef 6-7          | 52° 6' 53" NB, 5° 6' 37" OL | 0344/1700 | Upload foto |
| Apotheekgebouw                                                                      |                                    |                    | Roelantdreef 232          | 52° 6' 45" NB, 5° 6' 47" OL | 0344/1701 | Upload foto |